# Balthasar van der Ast
Pour les articles homonymes, voir Ast.

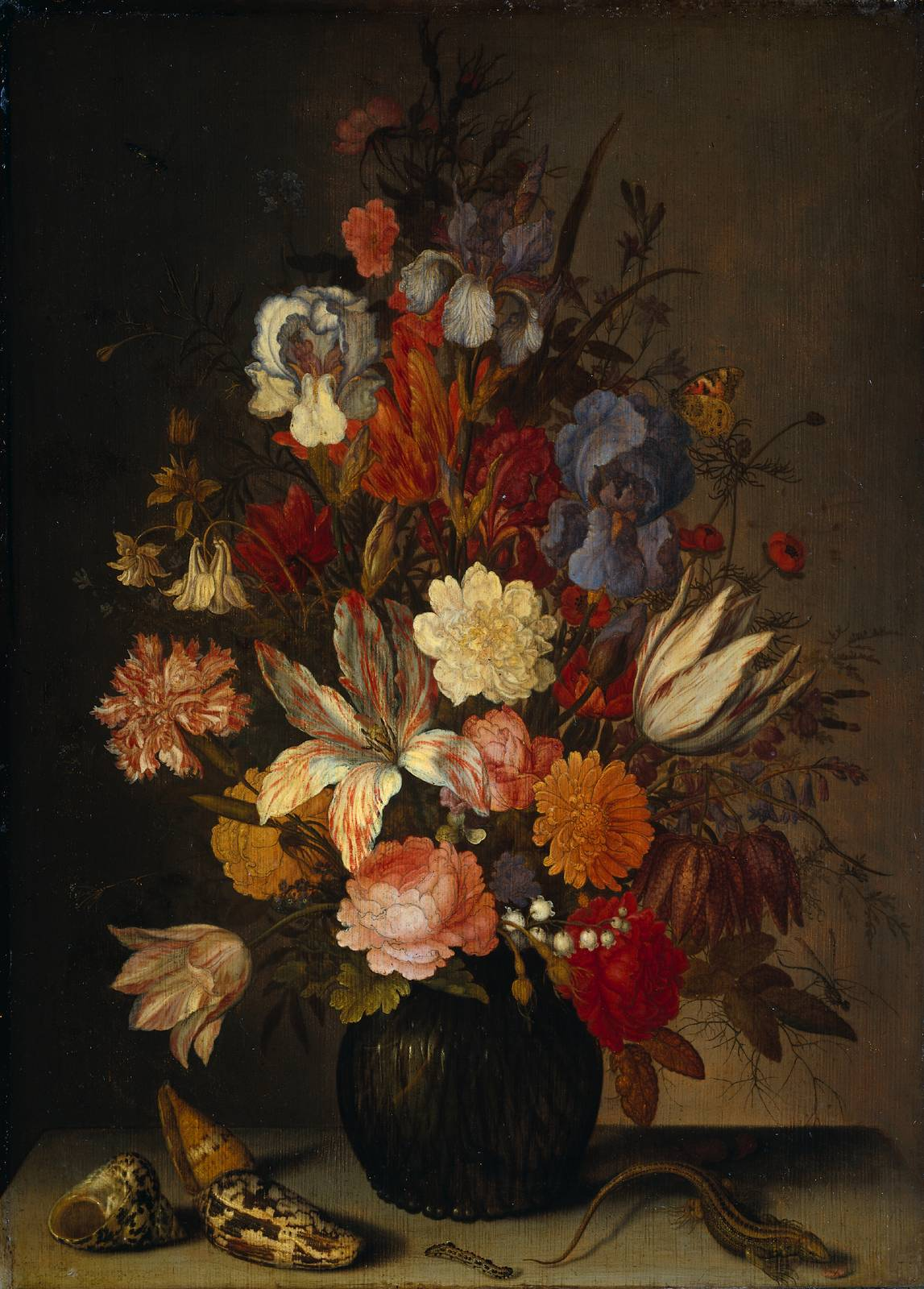
Nature morte de fleurs de Balthasar van der Ast, 1632-1657, Rijksmuseum, Amsterdam

Balthasar van der Ast, né à Middelbourg en 1593 ou 1594 et mort à Delft en décembre 1657, est un peintre néerlandais du Siècle d'or néerlandais spécialisé dans les natures mortes de fleurs et de fruits, ainsi que dans la peinture d'un certain nombre de natures mortes de coquillages dont il est considéré comme un pionnier. Ses natures mortes contiennent souvent des insectes et des lézards.
Sa vie d'artiste a été résumée par un médecin d'Amsterdam qui a dit : « Dans les fleurs, les coquillages et les lézards, magnifique ».

## Biographie
Balthasar van der Ast nait à Middelbourg dans la province méridionale néerlandaise de Zélande, dans la famille d'un marchand de laine prospère. Sa naissance n'a pas été enregistrée, mais des années plus tard, le 30 juin 1618, l'action en justice de son frère aîné Jacob indique que Balthasar a environ 25 ans à l'époque, faisant de 1593 ou 1594 son année de naissance. Son père, Hans, est veuf, et quand il meurt en 1609, Balthasar emménage avec sa sœur aînée, Maria, et son beau-frère, l'éminent peintre hollandais Ambrosius Bosschaert (1573-1621), que Maria a épousé en 1604. Van der Ast est formé par Bosschaert en tant que peintre de natures mortes, et ses premières œuvres montrent clairement l'influence de celui-ci. À leur tour, les trois fils d'Ambrosius Bosschaert, Ambrosius le Jeune (1609-1645), Johannes (vers 1612/13-1628 ou plus tard) et Abraham (1606-1683/84) sont formés par Balthasa van der Ast à la mort de leur père. Ensemble, ce groupe de peintres est parfois appelé la « dynastie Bosschaert ».
Il accompagne la famille Bosschaert lors de leur déménagement en 1615 à Berg-op-Zoom et en 1619 à Utrecht, où il rejoint la guilde de Saint-Luc. Roelandt Savery (1576–1639) entre dans la guilde de Saint-Luc à Utrecht à peu près au même moment. Il a une influence considérable sur Balthasar van der Ast et ses élèves dans les années suivantes, en particulier dans l'intérêt de van der Ast pour la tonalité. Outre les Bosschaerts, Anthony Claesz et Johannes Baers sont ses élèves. Il est également probable que Jan Davidszoon de Heem (1606-1683/84) ait été son élève à Utrecht.  Il a également influencé Willem et Evert van Aelst, et Bartholomeus Assteyn. 
Il reste à Utrecht jusqu'en 1632, date à laquelle il s'installe à Delft où il rejoint la guilde de Saint-Luc le 22 juin 1633. En février 1633, il épouse Margrieta Jans van Buijeren ; ils ont deux enfants, Maria et Helena. À Delft, ils vivent dans une maison de Cellebroerstraat jusqu'en 1640, et dans une maison d'Oude Delft jusqu'à la mort de Balthasar en 1657, date à laquelle il est enterré dans l'Oude Kerk.

## Style
Il adopte le traitement quasi minéral des surfaces qui transforme même les fleurs et les fruits en sculptures polychromes, caractéristique des peintres de Middelbourg. Cette capitale de la Zélande, rivale d'Amsterdam, du fait de son activité commerciale, offre aux artistes les motifs précieux que Van der Ast multiplie à plaisir, tel que plats chinois et coquillages exotiques.
Ses natures mortes sont pourtant empreintes de spiritualité et une invitation à la méditation sur la destinée humaine. Libellules, papillons et feuilles rongées par les insectes sont un rappel de la précarité de l'existence, comme dans les vanités.

## Œuvres
Les collections publiques françaises conservent plusieurs œuvres de Balthasar van der Ast, cependant, outre le musée du Louvre, on remarquera que les musées de province cités sont tous situés dans le Nord de la France.
Un tableau, Coquillages et deux coraux, conservé à la Fondation Custodia / Institut néerlandais, à Paris, était, jadis, considéré comme de Balthasar van der Ast. Il fut rendu à Jacques Linard (no 45 du catalogue raisonné) par Pierre Rosenberg en 1995.
- 1620 : Nature morte de fruits avec coquillages, huile sur bois, 46 × 64 cm, Mauritshuis, La Haye.
- 1640-1650 : Fleurs dans une coupe en verre, coquillages, papillons et sauterelle, huile sur bois, 53 × 42 cm, musée du Louvre, acheté en 2001 au marchand munichois Konrad O. Bernheimer.
- Fruits et coquillages, musée des beaux-arts, Arras
- Nature morte, musée des beaux-arts et de la dentelle, Calais
- Nature morte allégorique, 1,34 × 1,00 m (le plus grand tableau de l'artiste), musée de la Chartreuse, Douai, achat en 1964, (le musée de Douai bénéficia de dommages de guerre pour reconstituer ses collections).
- Fruits et coquillages, huile sur bois, 37 × 65 cm, palais des beaux-arts de Lille, achat en 1977.
- Nature morte aux coquillages, huile sur toile, 24,5 × 34,5 cm, Gray (Haute-Saône), musée Baron-Martin.
- Corbeille de fleurs, tableau conservé au Louvre, mais provenant des biens retrouvés en Allemagne, n° d'inventaire M. N. R. 563[5].
- Lézard et coquillages, musée de l'hôtel Sandelin, Saint-Omer, achat en 1834 de Monsieur Deldyck.
- Nature morte de fleurs, fruits et coquillages, huile sur bois, 20 × 28 cm, collection privée, à Amsterdam[6].
- Nature morte : fruits et coquillages, huile sur bois, 30,2 × 38,2 cm, musée des beaux-arts de Cambrai[7].
- Vase chinois avec fleurs, 1628, huile sur bois, 51,6 × 33,1 cm, Musée Thyssen-Bornemisza, Madrid.

## Extrait de la notice de Jacques Foucart dans lePetit Larousse de la peinture
« Curieux de perspective, exécutant raffiné, sensible à l'éclat des tons comme aux nuances de la lumière, préoccupé de recherches décoratives parfois très proches de celles des Flamands Snyders et Adriaen Van Utrecht, il a joué un rôle déterminant dans l'évolution de la nature morte néerlandaise en accordant la même importance aux considérations picturales et au simple naturalisme. J. D. de Heem, son disciple, et plus tard J. Van Huysum lui devront beaucoup. »

— Jacques Foucart, Petit Larousse de la peinture, tome 1, p. 84, éd. Larousse, Paris 1979
.